# Мія Рамарі
Міщій Соломія, відома під псевдонімом Мія Рамарі (нар.19 листопада 2003 р. у м. Сокаль Львівської області) — українська інді-поп-співачка, авторка та композиторка пісень. Фах — джазовий вокал.

## Біографія
Свою кар'єру співачки Мія розпочала у 2020 році, випустивши свій перший сингл — «румяна», слідом за ним «не про папіроси», і вже третя пісня «Не відчуваю зими» набула достатньої популярності серед шукачів україномовного контенту.
Історію обрання псевдоніму співачка розповідає так: «Сиділа, підбирала, нічого не подобалось. Потім прийшов тато і приніс апельсини з магазину. На одній із них була наліпка з написом — Ramari. Сподобалось, як звучить. Батьки кличуть мене Мією, скорочено від Соломія. Тому так, Мія Рамарі.»
У 2022 році потрапила до лонглиста Національного відбору Євробачення-2023. За її словами, вона прагнула «подати неформат» на конкурсі.
Станом на  2024, проживає у Львові, навчається у Львівській консерваторії.

## Дискографія

### Сингли
- Сонячні Сплетіння (2025)
- Між Сірими Днями (2025)
- Кінець Світу (2025)
- Тато (2024)
- Свідомість (2024)
- Чому я не собака? (2024)
- Літо (2024)
- Жовта маршрутка (2024) (feat. Sad Novelist)
- На самоті (2024)
- Мій кіт і я (2024) (feat. Настя Гонцул)
- Повний місяць (2023)
- Примітивний (2023)
- Не дивись на мене (2023)
- Комарі (2023)
- Зірки (2023)
- Нема любові (2023)
- Твої очі (2022)
- Квартали (2022) (feat. SadSvit)
- Гості (2022)
- Не відчуваю зими (2022)
- не про папіроси (2021)
- румяна (2020)